# Laxmi Agarwal
Laxmi Agarwal (även Laxmi), född 1 juni 1990, New Delhi, Indien är en indisk aktivist.
Laxmi blev som 16-åring attackerad med syra. Detta skedde i New Delhi 2005 efter att hon avvisat närmanden från en bekant. Hon överlevde attacken och blev en talesperson för offer för syraattacker. Det som skilde Laxmi från andra offer var att hon valde att synas och visa vilka skador syra kan orsaka.
Laxmi samlade även ihop underskrifter till landets högsta domstol för att lyfta behovet av restriktioner för handel med syra. Hon har även arbetat för att samhället ska ge offren stöd och möjlighet till rehabilitering.
År 2014 tilldelades Laxmi Agarwal International Women of Courage Award.